# Phương pháp "đào tạo" nữ chính nhạt nhòa
Phương Pháp "Đào Tạo" Nữ Chính Nhạt Nhòa (phát hành tại Việt Nam bởi IPM), hay còn được biết với tên gốc Saenai Heroine no Sodatekata (Nhật: 冴えない彼女の育てかた Hepburn: Saenai Hiroin no sodatekata, n.đ. '"Cách nuôi dạy Nữ Chính nhạt nhẽo"') và gọi tắt là Saekano (冴えカノ) là loạt light novel do Maruto Fumiaki sáng tác và Misaki Kurehito minh họa. Được Fujimi Shobo xuất bản 13 tập dưới ấn hiệu Fujimi Fantasia Bunko kể từ ngày 20 tháng 7 năm 2012 cho tới ngày 20 tháng 10 năm 2017.
Bộ truyện có một bản manga chuyển thể và 3 bản manga spin-off. Hai mùa anime truyền hình do A-1 Pictures sản xuất. Mùa một gồm 12 tập, được phát sóng từ ngày 9 tháng 1 năm 2015 tới ngày 27 tháng 3 năm 2015. Kế đến là mùa hai với 11 tập, được phát sóng từ ngày 6 tháng 4 năm 2017 tới ngày 23 tháng 6 năm 2017. Một bản anime điện ảnh do CloverWorks sản xuất với tựa Saenai Heroine no Sodatekata: Fine đã được công chiếu vào ngày 26 tháng 10 năm 2019. 

## Cốt truyện
Aki Tomoya, một nam sinh trung học và còn là otaku đã tình cờ gặp một cô gái mà cậu ta cho là định mệnh của đời mình trong kì nghỉ xuân (tuy là người định mệnh nhưng Tomoya còn không nhớ nổi khuôn mặt). Sau đó anh đã quyết định làm Bishōjo game với nội dung bắt nguồn từ cuộc gặp gỡ định mệnh này. Tomoya quay lại trường và thành lập một circle để làm game. Nhưng khi quay lại trường thì cậu ta gặp được cô gái định mệnh hôm nọ - Megumi. Và thế là Tomoya quyết định biến Megumi thành nhân vật chính trong game của cậu ấy. Circle gồm 4 thành viên: Aki Tomoya: người phát triển ý tưởng và cũng là tên ăn hại nhất trong circle, Sawamura Spencer Eriri: Người phụ trách phần minh họa cho game và là bạn thời thơ ấu của Tomoya, Kasumigaoka Utaha: người viết kịch bản dựa trên nội dung của game, người này là một tiểu thuyết gia, và cuối cùng là Katō Megumi: Người bị Tomoya bắt làm nữ chính trong game. Sau khi bộ game đã gần như hoàn tất và Tomoya quyết định sẽ bán nó trong hội chợ Comiket thì cậu ta gặp phải một vài rắc rối.

## Danh sách nhân vật
Aki Tomoya (安芸 倫也)
Lồng tiếng bởi: Matsuoka Yoshitsugu
Học sinh năm hai lớp B trường trung học Toyogashi. Là một otaku,thích đọc Manga và light novel, xem anime và chơi Bishōjo game. Tomoya làm một dự án visual novel cùng với bạn Eriri, Utaha và Megumi Kato. Tomoya vừa là productor, director và programmer của Blessing Software, và đồng thời cũng là quản lí cho nhóm nhạc của Michiru: Ice tail.
Katō Megumi (加藤 恵)
Lồng tiếng bởi: Yasuno Kiyono
Bạn cùng lớp với Tomoya. Là một nhân vật dễ thương với mái tóc màu hạt dẻ. Nhân vật Meguri trong Blessing software được dựa trên hình mẫu của Megumi.
Sawamura Spencer Eriri  (澤村・スペンサー・英梨々 Sawamura Supensā Eriri)
Lồng tiếng bởi: Ōnishi Saori
Bạn thuở nhỏ với Tomoya. Vừa là học sinh vừa là họa sĩ vẽ doujin với bút danh Kashiwagi Eri thuộc nhóm Egoistic Lily. Với mái tóc vàng, mắt xanh, Eriri là một trong những nữ sinh xinh đẹp nhất trường. Eriri cũng là hoa sĩ minh họa cho Blessing Software.
Kasumigaoka Utaha (霞ヶ丘 詩羽)
Lồng tiếng bởi: Kayano Ai
Nữ sinh năm ba, cũng vừa là nhà văn với bút danh là Kasumi Utako (霞 詩子). Utaha có mái tóc màu đen với đôi mắt màu đỏ. Tham gia Blessing Software với vai trò là người viết kịch bản.
Hashima Izumi (波島 出海)
Lồng tiếng bởi: Akasaki Chinatsu
Học sinh của trường Honoda, đồng thời cũng là thành viên của nhóm vẽ doujin Fancy Wave. Có mái tóc và đôi mắt màu đỏ. Izumi muốn trở thành họa sĩ minh họa cho nhóm doujin của anh trai mình-Rouge en rouge.
Hyōdō Michiru (氷堂 美智留)
Lồng tiếng bởi: Yahagi Sayuri
Chị em họ của Tomoya, học sinh của trường nữ sinh Tsubaki. Sayuri có mái tóc và đôi mắt màu tím, là một thành viên của ban nhạc Ice tail. Sayuri đảm nhận vai trò viết nhạc cho game Blessing Software.
Katō Keiichi (加藤 圭一)
Lồng tiếng bởi: Saitō Sōma
Anh họ của Megumi, sinh viên trường dược Johoku. Có mái tóc màu nâu và là một người lịch sự.
Hashima Iori (波島 伊織)
Lồng tiếng bởi: Kakihara Tetsuya
Anh trai của Izumi, bạn thân của Tomoya, từng là đại diện của nhóm Rouge en rouge. Giống với em gái mình, Tetsuya có mái tóc hơi đỏ, nhưng lại có đôi mắt màu tím.
Machida Sonoko (町田 苑子)
Lồng tiếng bởi: Kuwashima Hoko
Biên tập viên của Utaha, làm việc tại Fujikawa Shoten. Cô có tóc và đôi mắt màu xanh.
Himekawa Tokino (姫川 時乃)
Lồng tiếng bởi: Suzuki Eri
Thành viên của nhóm nhạc Ice Tail. Có mái tóc và đôi mắt màu xanh lục.
Mizuhara Echika (水原 叡智佳)
Lồng tiếng bởi: Tanabe Rui
Thành viên của nhóm nhạc Ice Tail. Có mái tóc màu tím và đôi mắt gần như vàng.
Morioka Ranko (森丘 藍子)
Lồng tiếng bởi: Taichi Yo
Thành viên của nhóm nhạc Ice Tail. Có mái tóc màu xanh và đôi mắt cũng gần như vàng.

## Các chuyển thể

### Light Novel
Bộ truyện được sáng tác bởi Maruto Fumiaki và minh hoạ bởi Misaki Kurehito. Được xuất bản bởi Fujimi Shobo dưới ấn hiệu Fujimi Fantasia Bunko. Tập đầu tiên được xuất bản vào ngày 20 tháng 7 năm 2012. Sau khi phát hành 13 tập (chưa tính tập FD), series chính thức kết thúc vào ngày 20 tháng 10 năm 2017.
| STT | Tựa đề                          | Ngày xuất bản             | ISBN              |
| --- | ------------------------------- | ------------------------- | ----------------- |
| 1   | Saenai Heroine no Sodatekata    | Ngày 20 tháng 7 năm 2012  | 978-4-04-071078-5 |
| 2   | Saenai Heroine no Sodatekata 2  | Ngày 20 tháng 11 năm 2012 | 978-4-04-071081-5 |
| 3   | Saenai Heroine no Sodatekata 3  | Ngày 19 tháng 3 năm 2013  | 978-4-8291-3875-5 |
| 4   | Saenai Heroine no Sodatekata 4  | Ngày 20 tháng 7 năm 2013  | 978-4-8291-3917-2 |
| 5   | Saenai Heroine no Sodatekata 5  | Ngày 20 tháng 11 năm 2013 | 978-4-04-712956-6 |
| 6   | Saenai Heroine no Sodatekata 6  | Ngày 19 tháng 4 năm 2014  | 978-4-04-070096-0 |
| 7   | Saenai Heroine no Sodatekata FD | Ngày 20 tháng 8 năm 2014  | 978-4-04-070282-7 |
| 8   | Saenai Heroine no Sodatekata 7  | Ngày 20 tháng 12 năm 2014 | 978-4-04-070425-8 |
| 9   | Saenai Heroine no Sodatekata 8  | Ngày 20 tháng 6 năm 2015  | 978-4-04-070426-5 |
| 10  | Saenai Heroine no Sodatekata 9  | Ngày 20 tháng 11 năm 2015 | 978-4-04-070743-3 |
| 11  | Saenai Heroine no Sodatekata 10 | Ngày 20 tháng 6 năm 2016  | 978-4-04-070742-6 |
| 12  | Saenai Heroine no Sodatekata 11 | Ngày 19 tháng 11 năm 2016 | 978-4-04-072076-0 |
| 13  | Saenai Heroine no Sodatekata 12 | Ngày 18 tháng 3 năm 2017  | 978-4-04-072077-7 |
| 14  | Saenai Heroine no Sodatekata 13 | Ngày 20 tháng 10 năm 2017 | 978-4-04-072339-6 |

### Manga
Bộ manga được chuyển thể từ Light Novel được minh họa bởi Moriki Takeshi, được đăng trong tạp chí Dragon Age của Fujimi Shobo kể từ năm 2013. Ngoài ra còn có hai spin-off là Saenai Heroine no Sodatekata ~egoistic-lily~ (từ 3/2013 đến 6/2014) và Saenai Heroine no Sodatekata: Koi Suru Metronome (từ 4/2014 đến 6/2018). Trong đó, Saenai Heroine no Sodatekata ~egoistic-lily~ có nội dung chủ yếu xoay quanh nhân vật Eriri, còn Saenai Heroine no Sodatekata: Koi Suru Metronome lại có nội dung khác với nội dung Light Novel.
| STT | Ngày phát hành            | ISBN              |
| --- | ------------------------- | ----------------- |
| 1   | Ngày 9 tháng 8 năm 2013   | 978-4-04-712893-4 |
| 2   | Ngày 9 tháng 4 năm 2014   | 978-4-04-070081-6 |
| 3   | Ngày 9 tháng 9 năm 2014   | 978-4-04-070340-4 |
| 4   | Ngày 9 tháng 1 năm 2015   | 978-4-04-070341-1 |
| 5   | Ngày 9 tháng 6 năm 2015   | 978-4-04-070598-9 |
| 6   | Ngày 5 tháng 12 năm 2015  | 978-4-04-070599-6 |
| 7   | Ngày 9 tháng 6 năm 2016   | 978-4-04-070914-7 |
| 8   | Ngày 19 tháng 11 năm 2016 | 978-4-04-072080-7 |

| STT | Ngày phát hành           | ISBN              |
| --- | ------------------------ | ----------------- |
| 1   | Ngày 2 tháng 7 năm 2013  | 978-4-04-120784-0 |
| 2   | Ngày 4 tháng 12 năm 2013 | 978-4-04-120999-8 |
| 3   | Ngày 4 tháng 6 năm 2014  | 978-4-04-121089-5 |

| STT | Ngày phát hành            | ISBN              |
| --- | ------------------------- | ----------------- |
| 1   | Ngày 19 tháng 4 năm 2014  | 978-4-75-754296-9 |
| 2   | Ngày 20 tháng 8 năm 2014  | 978-4-75-754402-4 |
| 3   | Ngày 20 tháng 12 năm 2014 | 978-4-75-754520-5 |
| 4   | Ngày 20 tháng 6 năm 2015  | 978-4-75-754664-6 |
| 5   | Ngày 25 tháng 12 năm 2015 | 978-4-75-754847-3 |
| 6   | Ngày 19 tháng 7 năm 2016  | 978-4-75-755063-6 |
| 7   | Ngày 18 tháng 3 năm 2017  | 978-4-75-755296-8 |
| 8   | Ngày 20 tháng 6 năm 2017  | 978-4-75-755398-9 |
| 9   | Ngày 25 tháng 12 năm 2017 | 978-4-75-755563-1 |
| 10  | Ngày 25 tháng 6 năm 2018  | 978-4-75-755729-1 |